# Ливай Лайфаймър
Ливай Лайфаймър е американски колоездач. Роден е на 24 октомври 1973 г. в щата Монтана. През 2013 г. се оттегля от професионалното колоездене.

## Кариерни успехи
1998
1-ви Генерално класиране Тур де Беауце
1-ви 3 етап Тур де Беауце
1999
1-ви  Национален шампион в часовника
1-ви Генерално класиране, Тур де Беауце
1-ви 3 етап, Тур де Беауце
2-ри Игри на Пин Американ Мъже, общ старт
2000
1-ви 2 етап Писта Франко-Белге
2001
1-ви 6 етап Редландс Класик
1-ви Класиране при катерачите, Обиколка на Испания
3-ти Генерално класиране, Обиколка на Испания
3-ти Генерално класиране, Вуелта Кастиля и Леон
2002
1-ви Генерално класиране, Роуте дю Суд
1-ви 3 етап, Обиколка на Франция
8-и Генерално класиране, Обиколка на Франция
2004
1-ви 4 етап, Сетмана Каталана
9-и Генерално класиране, Обиколка на Франция
2005
1-ви Генерално класиране  Обиколка на Германия
1-ви  Крал на планината класиране
1-ви 4 етап, Обиколка на Грузия
2-ри Генерално класиране, Обиколка на Грузия
3-ти Генерално класиране, Долфине Либере
6-и Генерално класиране, Обиколка на Франция
2006
1-ви Генерално класиране  Долфине Либере
2-ри Генерално класиране, Обиколка на Германия
1-ви 5 етап, Обиколка на Калифорния
6-и Генерално класиране, Обиколка на Калифорния
1-ви Пролог, Обиколка на Франция
1-ви  Крал на планината
12-и Генерално класиране, Обиколка на Франция
 Награда за активност, 18 етап, Обиколка на Франция
2007
Шампион, САЩ Колоездачен професионален тур
1-ви  Национален шампион в общ старт
1-ви Генерално класиране  Обиколка на Калифорния
1-ви Пролог, Обиколка на Калифорния
1-ви 5 етап индивидуален часовник, Обиколка на Калифорния
1-ви Коперополис общ старт
1-ви 4 етап индивидуален часовник, Обиколка на Грузия
1-ви 5 етап, Обиколка на Грузия
1-ви 3 етап индивидуален часовник, Обиколка на Мизури
2-ри Генерално класиране, Обиколка на Германия
3-ти Генерално класиране, Обиколка на Франция
1-ви 19 етап индивидуален часовник, Обиколка на Франция